# (10455) Donnison
(10455) Donnison (1978 NU3) – planetoida z grupy pasa głównego asteroid okrążająca Słońce w ciągu 3,63 lat w średniej odległości 2,36 j.a. Odkryta 9 lipca 1978 roku.